# Bieken
Bieken is een Belgisch bier van hoge gisting.
Het bier wordt gebrouwen in Brouwerij Boelens te Belsele.
Het is een goudkleurig bier, type tripel met een alcoholpercentage van 8,5% en hergisting op de fles. De naam is afgeleid van "De Biekens", de peperkoekfabriek te Sint-Niklaas waar de schoonvader van brouwer Kris Boelens zaakvoerder was. "Bieken" is dialect voor bij. Op het etiket staat een meisje afgebeeld in een gestreept bijenpak. Het bier bevat eveneens honing.
Het bier wordt gebrouwen sinds 1993.